# The Horizon Beyond
The Horizon Beyond ist ein Jazzalbum von Attila Zoller.
Als Kompensationsgeschäft für seine Mitwirkung an zwei Plattenproduktionen von Klaus Doldinger (In Südamerika und Paul Nero: The Big Beat) räumte Produzent Siegfried Loch Zoller ein, eine eigene Platte mit seinem Quartett einzuspielen. Neben Don Friedman, mit dem Zoller bereits zuvor bei Herbie Mann gespielt hatte und auch schon die Quartettplatte Dreams And Explorations aufgenommen hatte, gehören zu dem Quartett Barre Phillips und Daniel Humair. Zoller, Friedman und Phillips spielten im März 1965 im Berliner Blue Note-Club als Attila Zoller Trio.

## Das Album
1. The Horizon Beyond (7'00)
2. Explorations (5'12)
3. Blizzards (6'40)
4. Ictus (Carla Bley[3]) (5'50)
5. The Hun (6'30)
6. Flash Back Two (Don Friedman) (7'21)

Die Kompositionen stammen von Zoller (sofern nicht anders angegeben). Die prägnanten, aber gleichwohl sperrigen Themen der Kompositionen, der Neuen Musik so nah wie dem Jazz, bilden den Anstoß für freie Improvisation und Interaktion zwischen den Musikern des Quartetts.
Hall Overton weist in seinen Linernotes darauf hin, dass das Beeindruckendste an der Platte sei, wie gut die beteiligten Musiker in der Lage seien, durch das Gebiet der freien Improvisation zu navigieren. Das Album „war ein Meilenstein eines Befreiungsprozesses für alle Beteiligten. Es brachte, wie Attila Zoller später bekannte, beim Zurückströmen zu einer konventionellen Spielweise ein viel freieres Vokabular.“

## Beurteilungen
Zoller bewertete die Aufnahme später als „die wichtigste Platte, die ich je gemacht habe“. 1965 verstörte die Ästhetik des freien Zusammenspiels auf dieser Platte jedoch einige der Kritiker: So vergab Down-Beat-Rezensent Pete Welding nur drei von fünf möglichen Sternen für die Platte und auch diese hauptsächlich „für den technischen Prozess, den die vier Musiker demonstrieren“.
Anlässlich der Wiederveröffentlichung auf CD 1992 lobte Bert Noglik die „Balance aus Form und Freiheit. Allen, die mir künftig wieder mit dem Argument kommen wollen, Free Jazz sei dröhnend und ohne Sinn, werde ich als Gegenbeweis diese CD vorspielen.“ Für Werner Stiefele (AudioPlus) markierte die immer noch zeitgemäße Platte „die Wende von der swingenden Bop-Nachfolge zur pulsierenden Moderne“. „Formsinn und motivisches Denken des Cool Jazz bleiben bei ihren Vorstößen zu neuen harmonischen und melodischen Horizonten stets als ästhetische Parameter präsent.“ Für den Gitarristen Alexander Schmitz ist es gar „das Ur-Werk gitarristischer Free-Form-Musik.“

## Weitere Wirkungen
Nach dem Anhören der Platte meinte Joe Zawinul zu Zoller, dass sich die Musik nach einer Seelandschaft und Stürmen und Frühling anhöre. "Deine Band klingt wie ein Wetterbericht". Einige Monate später nannte er dann seine eigene Band Weather Report.
Die markante Themenvorstellung aus dem Stück Ictus diente Ulrich Olshausen über die Jahrzehnte als Erkennungsmelodie für seine Sendung „Der neue Klang im Jazz“ im Hessischen Rundfunk.

## Ausgaben
- Emarcy LP 12": MGE-26013 - The Horizon Beyond
- Emarcy LP 12": SRE-66031 - The Horizon Beyond
- Act Zero CD: XRCN-1045 - The Horizon Beyond
- ACT CD: ACT 9211-2 - The Horizon Beyond (1992)